# Platynus lanei
Platynus lanei är en skalbaggsart som beskrevs av Gray. Platynus lanei ingår i släktet Platynus och familjen jordlöpare. Inga underarter finns listade i Catalogue of Life.